# Damian Jeszke
Damian Jeszke (ur. 6 lutego 1995 w Chełmnie) – polski koszykarz, grający na pozycji niskiego skrzydłowego, reprezentant Polski w kategoriach juniorskich (do lat 16, 18 i 20), uczestnik mistrzostw Europy w tych kategoriach wiekowych, od 2023 zawodnik Enea Abramczyk Astorii Bydgoszcz.
MVP Meczu Gwiazd U-18 organizowanego przez FIBA Europa (2013). Laureat nagrody Najlepszy Młody Zawodnik PLK w sezonie 2014/2015.

## Życiorys

### Kariera klubowa

#### Początki kariery
Jeszke jest wychowankiem klubu MChKK Chełmno. Później występował w klubach POLAPAK Świecie, Novum Bydgoszcz i GTK Gdynia. Odnosił liczne sukcesy na szczeblu juniorskim, indywidualnie był wybierany do „pierwszej piątki” mistrzostw Polski w każdej juniorskiej kategorii wiekowej, w jakiej te są rozgrywane (do lat 14, 16, 18 i 20).

#### SMS PZKosz Władysławowo (2011–2013)
W rozgrywkach ligowych na szczeblu centralnym zadebiutował w sezonie 2011/2012, gdy z drużyną SMS PZKosz Władysławowo występował w II lidze. W pierwszym sezonie zagrał w 23 meczach ligowych, w których zdobywał przeciętnie po 5,3 punktu i 3,6 zbiórki. W zespole z Władysławowa pozostał także na sezon 2012/2013, który ten ponownie spędził w II lidze. Jeszke wystąpił w 26 spotkaniach, w których zdobywał średnio po 11,9 punktu i 4,3 zbiórki.

#### Rosa Radom (2013–2018)
We wrześniu 2013 roku, jeszcze przed rozpoczęciem sezonu 2013/2014, Jeszke wziął udział w organizowanym przez FIBA Europa Meczu Gwiazd U-18 dla najlepszych europejskich koszykarzy do lat 18, w którym zdobył 13 punktów oraz 4 zbiórki i został wyróżniony tytułem MVP tego spotkania.
Pod koniec sierpnia 2013 Jeszke podpisał kontrakt z Rosą Radom. W barwach tego klubu w sezonie 2013/2014 zadebiutował w najwyższej klasie rozgrywkowej. W pierwszym sezonie w PLK wystąpił w 31 meczach, w których, przebywając na parkiecie średnio niespełna 10 minut na mecz, zdobywał przeciętnie po 2,9 punktu i 1,4 zbiórki. Jednocześnie reprezentował także barwy drugoligowych wówczas rezerw Rosy, z którymi wziął udział w 16 spotkaniach ligowych, w których zdobywał przeciętnie po 12,3 punktu i 5,8 zbiórki.
W sezonie 2014/2015 rola Damiana Jeszke w drużynie Rosy wzrosła – w sumie wystąpił w 34 spotkaniach PLK, w których grał średnio po ponad 15 minut na mecz, zdobywając przeciętnie po 4,9 punktu i 2,4 zbiórki. W półfinale Pucharu Polski trafił rzut za 3 punkty, dzięki któremu rozegrano dogrywkę, po której Rosa awansowała do finału tych rozgrywek (w którym przegrała ze Stelmetem Zielona Góra). Po zakończeniu sezonu został nagrodzony tytułem Najlepszy Młody Zawodnik PLK. Jeszke w sezonie 2014/2015 oprócz gry w Rosie ponownie występował także w jej rezerwach, tym razem grających w I lidze. W rozgrywkach wystąpił w 15 meczach, zdobywając przeciętnie po 11,1 punktu i 4,2 zbiórki.

#### AZS Koszalin (2017–2018)
7 czerwca 2017 został zawodnikiem AZS Koszalin.

#### Polski Cukier Toruń (2018)
16 marca 2018 opuścił klub, aby dołączyć do Polskiego Cukru Toruń.

#### Trefl Sopot (2018–2019)
27 czerwca 2018 podpisał umowę z Treflem Sopot.

#### Start Lublin (od 2019)
20 sierpnia 2019 został zawodnikiem Startu Lublin. 11 czerwca 2021 zawarł kolejna umowę z klubem.
W maju 2023 podpisał kontrakt z Enea Abramczyk Astorią Bydgoszcz.

### Kariera reprezentacyjna

#### Reprezentacje juniorskie
Jeszke sześciokrotnie (dwukrotnie z każdą z reprezentacji) wystąpił w mistrzostwach Europy w juniorskich kategoriach wiekowych (do lat 16, 18 i 20). Pięciokrotnie była to rywalizacja w ramach dywizji A (2010 rok – 11. pozycja w U-16, 2011 – 14. w U-16, 2012 – 16. w U-18, 2014 – 9. w U-20 i 2015 – 14. w U-20), a raz (w 2013 roku w U-18) w dywizji B. Za każdym razem Jeszke należał do podstawowych zawodników polskiej kadry. Indywidualnie w 2013 roku został wybrany do „pierwszej piątki” dywizji B mistrzostw Europy do lat 18.

## Osiągnięcia
Stan na 28 listopada 2023.
Drużynowe
- Wicemistrz Polski (2016[20], 2020)
- Brązowy medalista mistrzostw Polski (2018)
- Zdobywca:
  - Pucharu Polski (2016)[21]
  - Superpucharu Polski (2016)[22]
- Finalista:
  - Superpucharu Polski (2015)[23]
  - Pucharu Polski (2015, 2022[24])

Indywidualne
- Najlepszy Młody Zawodnik PLK (2015)[25]
- Zaliczony do I składu I ligi (2023)[26]
- MVP meczu gwiazd Europy U–18 (2013)
- Uczestnik:
  - meczu gwiazd europejskich talentów U–18 (2013)[27]
  - konkursu wsadów podczas U–18 Euro All-Star Game (2013)[27]
- Lider I ligi w skuteczności rzutów za 3 punkty (2015 – 47,3%)[28]

Reprezentacja
- Wicemistrz Europy U–18 dywizji B (2013)[29]
- MVP mistrzostw Europy U–18 dywizji B (2013)[29]
- Uczestnik mistrzostw Europy[29]:
  - U–16 (2010 – 11. miejsce, 2011 – 14. miejsce)
  - U–18 (2012 – 16. miejsce)
  - U–20 (2014 – 9. miejsce, 2015 – 14. miejsce)
- Zaliczony do składu najlepszych zawodników Eurobasketu U–18 dywizji B (2013)[29]

## Życie prywatne
Koszykówkę uprawiali również ojciec i brat Damiana Jeszke.